# Arpaillargues
Arpaillargues ist eine ehemalige französische Gemeinde im Département Gard. Heute gehört sie zur Gemeinde Arpaillargues-et-Aureillac.

## Geografie
Arpaillargues ist der Hauptort der neu gebildeten Gemeinde Arpaillargues-et-Aureillac und befindet sich westlich von Uzès an der D982. Im Ortsteil befindet sich die Mairie der Gemeinde.

## Geschichte
Nach der Französischen Revolution bildete der Ort zunächst eine selbstständige Gemeinde. Diese gehörte zuerst zum Kanton Montaren und zum Arrondissement Uzès. 1801 wurde sie in den Kanton Uzès eingegliedert. Durch die Vereinigung mit Aureillac im Jahr 1813 erhielt die neue Gemeinde den Namen Arpaillargues-et-Aureillac.
Bevölkerungsentwicklung:
| Jahr      | 1793 | 1800 | 1806 |
| Einwohner | 379  | 385  | 390  |